# Gregory Harbaugh
Gregory Jordan Harbaugh (Cleveland, 15 aprile 1956) è un ex astronauta statunitense. Ha partecipato alle quattro missioni spaziali Shuttle STS-39, STS-54, STS-71 e STS-82 come specialista di missione.

## Vita privata
Harbaugh è nato il 15 aprile, 1956, a Cleveland nell'Ohio, è cresciuto a Willoughby, Ohio. Sposato, ha tre figli. Ha come passatempo quello di autocostruirsi il proprio aereo personale, volare, correre e sciare.